# Lac Gratiní
Gratiní (grec moderne : Γρατινή ou (Τεχνητή) Λίμνη Γρατινής, (Technití) Límni Gratinís, Lac artificiel de Gratiní) est un lac artificiel situé en Thrace occidentale, dans le nord-est de la Grèce. Il couvre une superficie d'environ 0,7 kilomètre carré. La longueur maximale du lac est d'environ 3 km et sa largeur d'environ 450 m. Il se situe à une altitude de 96 mètres, tandis que sa profondeur maximale est de 48 mètres.
Le réservoir de Gratiní, créé par le barrage d'un bras du fleuve Líssos, est situé au nord du village de Gratiní, auquel le lac doit son nom, à une distance d'environ 13 km au nord-est de la ville de Komotiní. Il est construit pour la production d'électricité. Le réservoir a un volume d'environ 18 millions de mètres cubes.